# Protheriodon
Protheriodon é um género extinto de cinodonte que existiu no Rio Grande do Sul durante o período Triássico Médio. Ele contém a espécie Protheriodon estudianti.